# Femme Fatale Tour
Tournées par Britney Spears
The Circus Starring: Britney Spears
(2009) Britney: Piece of Me
(2013 - 2017)
Le Femme Fatale Tour est la septième tournée de la chanteuse américaine Britney Spears pour promouvoir son septième album studio, Femme Fatale. La tournée, officiellement annoncé en mars 2011, a débuté le 16 juin 2011 à Sacramento aux États-Unis, et s'est achevée à San Juan à Porto Rico le 10 décembre 2011. Elle a traversé l'Amérique du Nord, l'Europe et l'Amérique du Sud avec par ailleurs une date en Asie. Le créateur de mode Zaldy Goco a conçu les costumes de scène. La tournée est inspirée par les femmes fatales à travers les âges, et Britney Spears change de personnage au fil du spectacle. Le show a fait l'objet d'une captation lors des concerts de Toronto en août 2011 afin d'être retransmis à la télévision et commercialisé en DVD et Blu-Ray. La tournée a été la onzième tournée la plus importante de 2011, engrangeant 68,7 millions de dollars.

## Historique
En entrevue avec Ryan Seacrest lors de son passage à la radio KIIS-FM le 4 mars 2011, Britney Spears affirma qu'elle devrait partir en tournée dans le « courant de l'été » pour promouvoir son nouvel album, Femme Fatale. Le 29 mars 2011, jour de la sortie de son nouvel album, elle confirme dans l'émission Good Morning America son départ en tournée pour l'été 2011 et annonce qu'Enrique Iglesias assurera la première partie de ses concerts. Quelques heures plus tard, le magazine Billboard annonce que le chanteur ne partira finalement pas sur les routes avec Britney, sans plus d'explications. À la même date, l'équipe de la chanteuse annonce les villes nord-américaines qui seront visitées au cours de cette tournée. Le 12 avril 2011, après quelques semaines d'attente au sujet de l'éventuel artiste qui accompagnera Britney Spears en tournée, la chanteuse et son équipe annoncent la chanteuse hip-hop Nicki Minaj, ainsi que le groupe Jessie and the Toy Boys et The Nervo Twins en tant que guest sur la tournée[source secondaire souhaitée]. Larry Rudolph, l'imprésario de Britney Spears, a confirmé à MTV que la scène se situerait dans une "ambiance post-apocalyptique" et qu'elle s'inspirerait du single Till the World Ends. Rudolph a également confirmé que Jamie King, directeur de la précédente tournée de Spears, The Circus Starring: Britney Spears, travaillera à nouveau avec la chanteuse et son équipe sur le Femme Fatale Tour.
Le 10 juin 2011 se sont déroulées les répétitions générales du Femme Fatale Tour. Parmi les quelques VIP invités, on comptait des membres de la radio KIIS-FM, de E! Entertainment ou encore le blogueur mondialement connu Perez Hilton.
Le 26 juillet 2011, Britney Spears depuis les coulisses de sa tournée, annonce officiellement via le site de vidéo streaming UStream la venue de son Femme Fatale Tour en Amérique du Sud après plusieurs jours de rumeurs et de teasing de la part de l'équipe de la chanteuse. Six dates sont planifiées. À noter que Britney Spears n'a pas donné de concert en Amérique du Sud depuis son Oops!… I Did It Again World Tour passé en janvier 2001 au Brésil.
Joe Jonas, le 4 août 2011, est annoncé officiellement en première partie des concerts européens de Britney Spears. Il assurera des dates en Suède, Allemagne, France, Irlande et au Royaume-Uni. À propos de cette collaboration le chanteur déclare au magazine People: « C'est un rêve qui devient réalité [...] Elle est la première fille que j'ai eu en poster sur mon mur, et son album a été le premier que j'ai acheté [...] C'est vraiment drôle de penser que je l'avais sur mon mur et que je vais maintenant performer avec elle ».
Le 26 septembre 2011, il est annoncé que Britney Spears sera en concert durant la première journée du Grand Prix automobile d'Abou Dabi.
Début novembre 2011, il est rapporté que des changements sont à prévoir lors du concert de Britney Spears à Abou Dabi. En effet, afin de respecter la culture musulmane, les costumes les plus dénudés comme celui de Gimme More ou l'ensemble soutien-gorge/mini-short de ...Baby One More Time sont remplacés.
Le 4 décembre 2011 est organisé un concert gratuit pour les habitants de Mexico au Monumento a la Revolución.
Le concert hors des États-Unis et du Canada est relativement différent. En effet, une grande partie de la scène n'est plus présente et en Amérique du Sud sur certaines dates le décor n'est pas complet.

## Réception
Alors que la dernière tournée de Britney Spears, The Circus Starring: Britney Spears a été décriée pour le manque d'investissement de la chanteuse et un playback récurrent, les critiques s'accordent à dire que pour sa nouvelle tournée, Britney Spears est sur la pente ascendante. En effet, après le concert de lancement du Femme Fatale Tour le 16 juin à Sacramento, le magazine Rolling Stone déclare que « la nuit appartenait à Britney », soulignant que la chanteuse « a réussi à prouver qu'elle est toujours en progression en tant que showgirl » bien que la majeure partie du show soit pré-enregistré précisant que pour la chanson Don't Let Me Be the Last to Know « son micro était clairement allumé et que les résultats confirmaient pourquoi Spears repose généralement sur des vocales pré-enregistrés ». Toutefois le Globe and Mail nuance en déclarant à propos du concert donné à Vancouver que la chanteuse paraissant manquer d'énergie et qu'elle ne semblait pas s'amuser. En France, les critiques sont relativement mitigées, les médias relayant le fait que les concerts de Britney Spears ne se jouent pas à guichets fermés. Le Parisien parle du concert d'Amnéville comme « plus proches des clichés de la comédie musicale que de la superproduction novatrice » alors que Le Figaro, à propos du concert de Paris-Bercy remarque qu'à « l'heure où la provocation semble être la clef du succès, Britney Spears fait le choix d'un spectacle scénarisé et audacieux » malgré des faiblesses en danse et des vocales parfois remplacés par des bandes enregistrés, le journal souligne que « Britney Spears fait définitivement taire les mauvaises langues ».

## Première partie

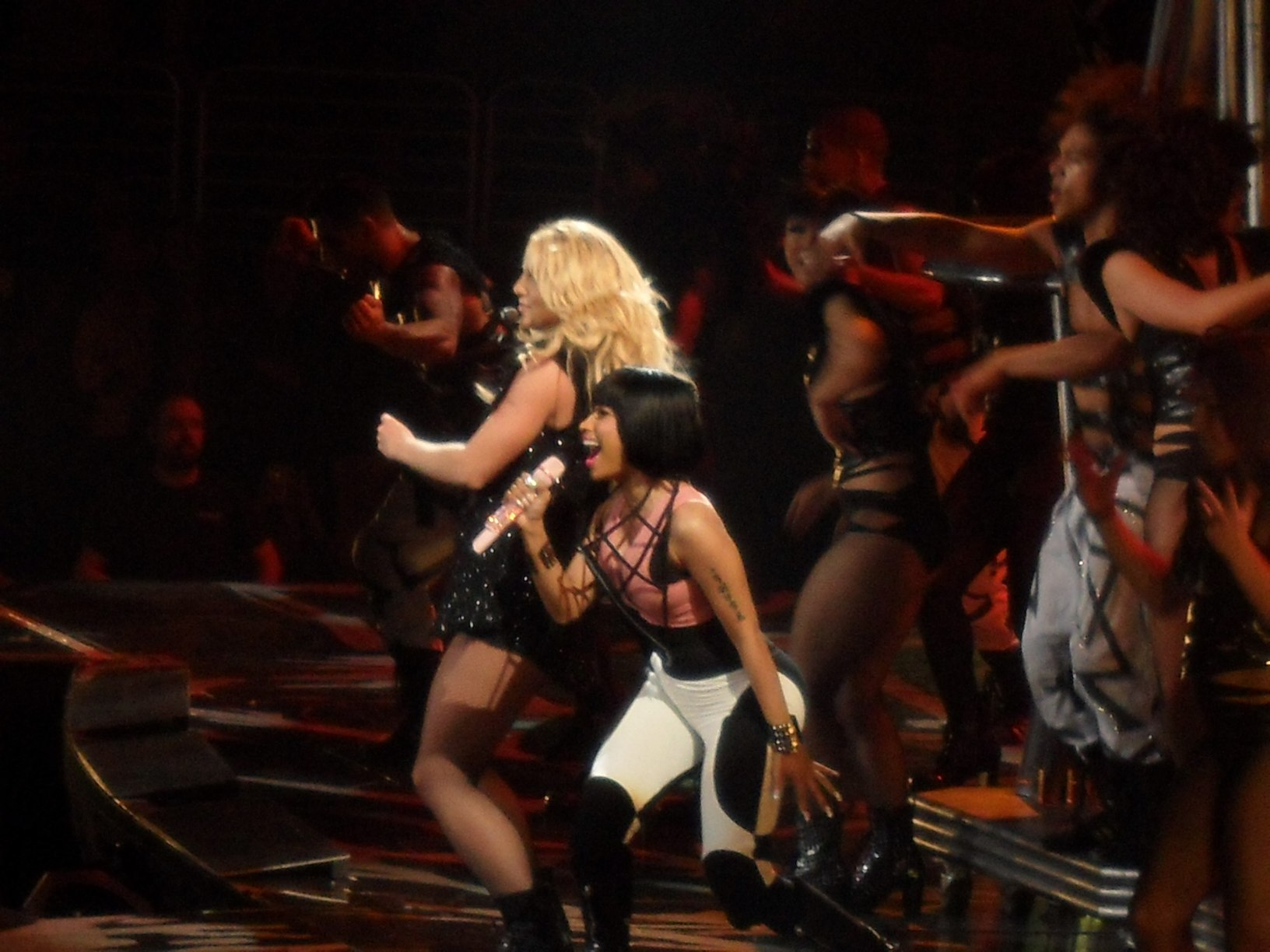
Britney Spears accompagnée de Nicki Minaj sur Till the World Ends

Plusieurs artistes se sont partagé la première partie des concerts du Femme Fatale Tour. Ces derniers n'apparaissaient pas de manière systématique sur tous les shows et alternaient suivant les dates.
- Nicki Minaj (concerts nord-américains)| Setlist de Nicki Minaj Roman's Revenge Did It on 'Em Up All Night Bottoms Up My Chick Bad Your Love (interlude) Monster Save Me Anyway Is BedRock Check It Out Letting Go (Dutty Love) Where Them Girls At Reggae medley Book of Days (interlude) Moment 4 Life Super Bass |
- Jessie and the Toy Boys (concerts nord-américains)
- Nervo (concerts nord-américains)
- Pauly D (concerts nord-américains)
- Joe Jonas (East Rutherford et Europe)
- Destinee & Paris (concerts nord-américains et européens)
- The Wanted (Manchester)
- Howie Dorough (concerts sud-américains)
- Teens Angels (La Plata)

## Déroulement
Le Femme Fatale Tour est divisé en cinq actes, dépeignant Britney Spears agent secret, pourchassé par un harceleur (interprété par Rudolf Martin). Le premier acte du show propose donc son évasion de prison avec d'autres détenues. Le deuxième acte présente des numéros de danse festif et se termine avec une performance inspirée par Marilyn Monroe. Le troisième acte comporte un thème sur l'Égypte ancienne avec feux d'artifice et acrobaties. Le quatrième acte affiche une ambiance énergique où se mêlent costumes de moto. Le rappel commence avec un interlude vidéo de Britney Spears capturée par le harceleur, et est suivie par deux performances dans lesquelles elle vainc un groupe de ninjas.

### Setlist

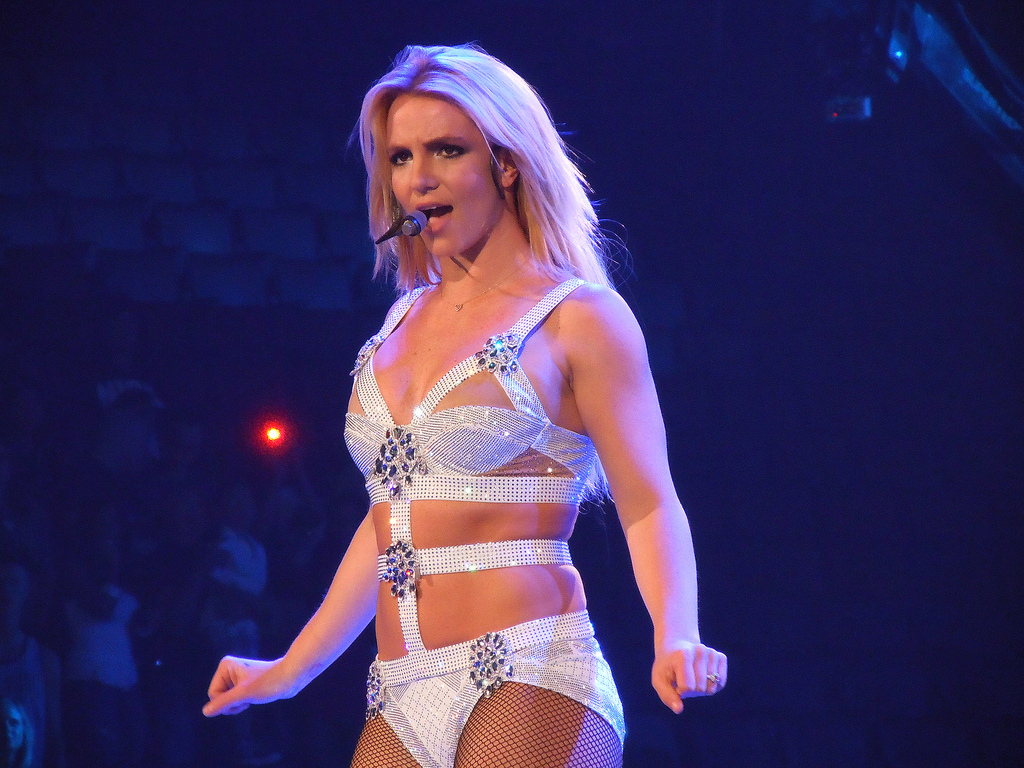
Britney Spears interprétant Up N' Down sur la scène du Femme Fatale Tour

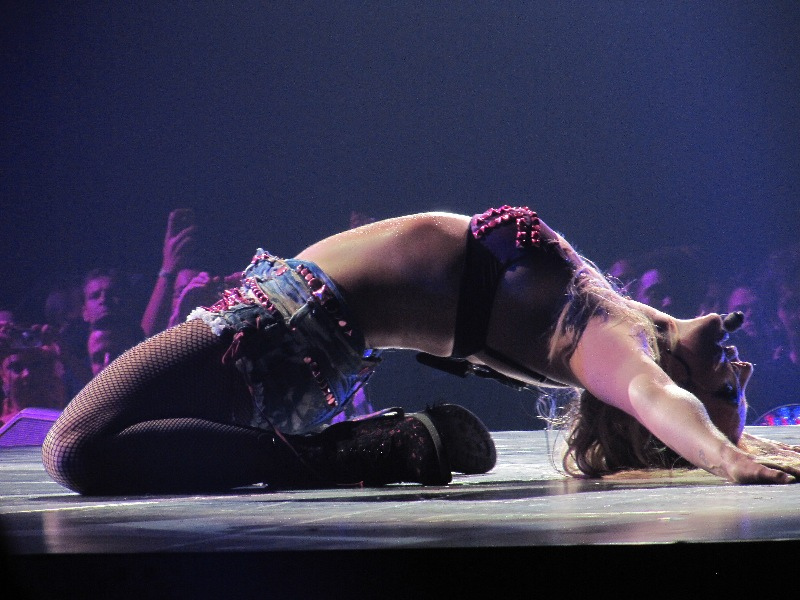
Britney Spears Performance de Womanizer

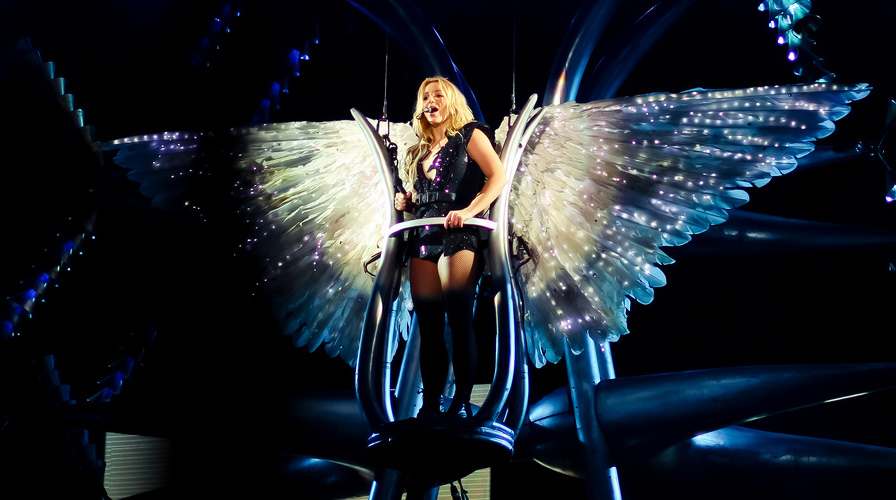
Britney Spears sur Till the World Ends pour le final du show

Le déroulement du Femme Fatale Tour de Britney Spears est divisé en cinq actes:
(Acte 1: Introduction Femme Fatale)
1. Hold It Against Me
2. Up N' Down
3. 3
4. Piece of Me

(Acte 2: Interlude Sweet Seduction)
1. Big Fat Bass
2. How I Roll
3. Lace and Leather
4. If U Seek Amy

(Acte 3: Interlude Temptress)
1. Gimme More (contient des éléments de Get Naked (I Got a Plan)
2. (Drop Dead) Beautiful (contient des éléments de Inside Out)
3. He About to Lose Me
4. Boys (Remix)
5. Don't Let Me Be the Last to Know

(Acte 4: Interlude Code Name: Trouble)
1. ...Baby One More Time
2. S&M (Remix)
3. Trouble for Me
4. I'm a Slave 4 U
5. Burning Up
6. I Wanna Go
7. Womanizer (contient des éléments de Womanizer Jason Nevins Club Remix)

(Acte 5: Interlude Sexy Assassin)
1. Toxic (contient des éléments de Toxic Peter Rauhofer Reconstruction Mix Edit)
2. Till the World Ends (contient des éléments de Till the World Ends The Femme Fatale Remix)

- | Notes (Drop Dead) Beautiful and Till The World Ends ont été interprétés par Sabi et Nicki Minaj sur certaines dates de la première étape en Amérique du Nord. He About to Lose Me et Burning Up ont été interprétés seulement durant l'étape en Amérique du Nord. |

## Captation
Le 12 août 2011, Britney Spears annonce via Twitter que ses shows de Toronto au Centre Air Canada feront l'objet d'une captation afin d'être diffusé sur la chaîne de télévision Epix ainsi que pour une sortie en DVD[source secondaire souhaitée]. Quelques minutes après cet annoncement le trafic vers les sites Epix double et Britney Spears devient un sujet tendance sur Twitter. Le show appelé The Femme Fatale Tour est capté en 2D et 3D par 3ality Digital et est diffusé en première mondiale sur les chaînes Epix le 12 novembre 2011. C'est la première fois qu'un concert de Britney Spears est retransmis à la télévision depuis The Onyx Hotel Tour qui avait été diffusé à la télévision sur la chaîne Showtime le 28 mars 2004..
En septembre 2011, il est confirmé que la BBC et BBC Worldwide ont acquis les droits de distribution du show afin de diffuser celui-ci en dehors des États-Unis. La version 2D sera disponible pour le réveillon de Noël et la version 3D pour février 2012. En France, c'est la chaîne NRJ Hits qui a obtenu les droits de diffusion du concert.
Le DVD et Blu-Ray du concert, intitulé Britney Spears Live: The Femme Fatale Tour, est paru le 21 novembre 2011 aux États-Unis et au Canada ainsi que le 28 novembre en Europe[source secondaire souhaitée].

## Dates
| Dates             | Ville                    | Pays                   | Lieu                                 | Première partie | Présences                 | Revenus     |
| ----------------- | ------------------------ | ---------------------- | ------------------------------------ | --------------- | ------------------------- | ----------- |
| Amérique du Nord  |                          |                        |                                      |                 |                           |             |
| 16 juin 2011      | Sacramento               | États-Unis             | Power Balance Pavilion               | N/A             | —                         | —           |
| 18 juin 2011      | San Jose                 | États-Unis             | HP Pavilion                          | N/A             | —                         | —           |
| 20 juin 2011      | Los Angeles              | États-Unis             | Staples Center                       | N/A             | 12,339 / 12,339 (100%)    | $1,581,707  |
| 22 juin 2011      | Phoenix                  | États-Unis             | Jobing.com Arena                     | N/A             | —                         | —           |
| 24 juin 2011      | Anaheim                  | États-Unis             | Honda Center                         | N/A             | —                         | —           |
| 25 juin 2011      | Las Vegas                | États-Unis             | MGM Grand Garden Arena               | N/A             | —                         | —           |
| 28 juin 2011      | Portland                 | États-Unis             | Rose Garden Arena                    | N/A             | 7,718 / 8,717 (88,5%)     | $513,297    |
| 29 juin 2011      | Tacoma                   | États-Unis             | Tacoma Dome                          | N/A             | —                         | —           |
| 1er juillet 2011  | Vancouver                | Canada                 | Rogers Arena                         | N/A             | —                         | —           |
| 4 juillet 2011    | Winnipeg                 | Canada                 | MTS Centre                           | N/A             | —                         | —           |
| 6 juillet 2011    | St. Paul                 | États-Unis             | Xcel Energy Center                   | N/A             | —                         | —           |
| 8 juillet 2011    | Chicago                  | États-Unis             | United Center                        | N/A             | —                         | —           |
| 9 juillet 2011    | Milwaukee                | États-Unis             | Marcus Amphitheater                  | N/A             | —[A]                      | —[A]        |
| 12 juillet 2011   | Dallas                   | États-Unis             | American Airlines Center             | N/A             | 11,540 / 12,776 (90%)     | $1,181,767  |
| 13 juillet 2011   | Houston                  | États-Unis             | Toyota Center                        | N/A             | —                         | —           |
| 15 juillet 2011   | La Nouvelle-Orléans      | États-Unis             | New Orleans Arena                    | N/A             | —                         | —           |
| 17 juillet 2011   | Atlanta                  | États-Unis             | Philips Arena                        | N/A             | 13,014 / 13,495 (96%)     | $988,235    |
| 18 juillet 2011   | Nashville                | États-Unis             | Bridgestone Arena                    | N/A             | 11,883 / 12,732 (95%)     | $575,699    |
| 20 juillet 2011   | Orlando                  | États-Unis             | Amway Center                         | N/A             | 11,215 / 12,953 (92%)     | $1,032,656  |
| 22 juillet 2011   | Miami                    | États-Unis             | American Airlines Arena              | N/A             | —                         | —           |
| 23 juillet 2011   | Jacksonville             | États-Unis             | Jacksonville Veterans Memorial Arena | N/A             | 6,001 / 6,441 (93,2%)     | $419,736    |
| 26 juillet 2011   | Cleveland                | États-Unis             | Quicken Loans Arena                  | N/A             | —                         | —           |
| 28 juillet 2011   | Detroit                  | États-Unis             | The Palace of Auburn Hills           | N/A             | 13,144 / 13,144 (100%)    | $989,737    |
| 30 juillet 2011   | Philadelphie             | États-Unis             | Wells Fargo Center                   | N/A             | —                         | —           |
| 31 juillet 2011   | Washington               | États-Unis             | Verizon Center                       | N/A             | 12,023 / 14,084 (85,4%)   | $1,331,270  |
| 2 août 2011       | Uniondale                | États-Unis             | Nassau Coliseum                      | N/A             | —                         | —           |
| 5 août 2011       | East Rutherford          | États-Unis             | Izod Center                          | N/A             | 15,274 / 15,274 (100%)    | $1,750,058  |
| 6 août 2011       | Atlantic City            | États-Unis             | Boardwalk Hall                       | N/A             | 8,925 / 11,277 (79,1%)    | $969,570    |
| 8 août 2011       | Boston                   | États-Unis             | TD Garden                            | N/A             | —                         | —           |
| 9 août 2011       | Hartford                 | États-Unis             | XL Center                            | N/A             | —                         | —           |
| 11 août 2011      | Montréal                 | Canada                 | Centre Bell                          | N/A             | 8,772 / 10,445 (83%)      | $942,113    |
| 13 août 2011      | Toronto                  | Canada                 | Air Canada Centre                    | N/A             | 21,239 / 21,239 (100%)    | $2,375,640  |
| 14 août 2011      | Toronto                  | Canada                 | Air Canada Centre                    | N/A             | 21,239 / 21,239 (100%)    | $2,375,640  |
| 17 août 2011      | Grand Rapids             | États-Unis             | Van Andel Arena                      | N/A             | 7,389 / 9,444 (78%)       | $399,018    |
| 19 août 2011      | Pittsburgh               | États-Unis             | Consol Energy Center                 | N/A             | —                         | —           |
| 20 août 2011      | Columbus                 | États-Unis             | Nationwide Arena                     | N/A             | —                         | —           |
| 22 août 2011      | Indianapolis             | États-Unis             | Conseco Fieldhouse                   | N/A             | —                         | —           |
| 24 août 2011      | Raleigh                  | États-Unis             | RBC Center                           | N/A             | —                         | —           |
| 25 août 2011      | Charlotte                | États-Unis             | Time Warner Cable Arena              | N/A             | —                         | —           |
| Europe            |                          |                        |                                      |                 |                           |             |
| 22 septembre 2011 | Saint-Pétersbourg        | Russie                 | Palais de Glace                      | N/A             | —                         | —           |
| 24 septembre 2011 | Moscou                   | Russie                 | Olimpiisky Indoor Arena              | N/A             | —                         | —           |
| 27 septembre 2011 | Kiev                     | Ukraine                | Palais des Sports de Kiev            | N/A             | —                         | —           |
| 30 septembre 2011 | Budapest                 | Hongrie                | Sport Arena                          | N/A             | —                         | —           |
| 1er octobre 2011  | Zagreb                   | Croatie                | Arena Zagreb                         | N/A             | —                         | —           |
| 3 octobre 2011    | Zurich                   | Suisse                 | Hallenstadion                        | N/A             | —                         | —           |
| 5 octobre 2011    | Amnéville                | France                 | Galaxie d'Amnéville                  | N/A             | —                         | —           |
| 6 octobre 2011    | Paris                    | France                 | Palais omnisports de Paris-Bercy     | N/A             | —                         | —           |
| 8 octobre 2011    | Anvers                   | Belgique               | Palais des Sports                    | N/A             | 9,323 / 11,868 (78%)      | $858,151    |
| 10 octobre 2011   | Herning                  | Danemark               | Jyske Bank Boxen                     | N/A             | —                         | —           |
| 11 octobre 2011   | Malmö                    | Suède                  | Malmö Arena                          | N/A             | —                         | —           |
| 14 octobre 2011   | Helsinki                 | Finlande               | Hartwall Arena                       | N/A             | —                         | —           |
| 16 octobre 2011   | Stockholm                | Suède                  | Ericsson Globe                       | N/A             | —                         | —           |
| 18 octobre 2011   | Cologne                  | Allemagne              | Lanxess Arena                        | N/A             | —                         | —           |
| 19 octobre 2011   | Rotterdam                | Pays-Bas               | Ahoy                                 | N/A             | —                         | —           |
| 21 octobre 2011   | Montpellier              | France                 | Arena Montpellier                    | N/A             | —                         | —           |
| 24 octobre 2011   | Dublin                   | Irlande                | The O2                               | N/A             | —                         | —           |
| 25 octobre 2011   | Belfast, IRL             | Royaume-Uni            | Odyssey Arena                        | N/A             | —                         | —           |
| 27 octobre 2011   | Londres, ENG             | Royaume-Uni            | The O2 Arena                         | N/A             | 24,902 / 26,550 (94%)     | $1,818,120  |
| 28 octobre 2011   | Londres, ENG             | Royaume-Uni            | The O2 Arena                         | N/A             | 24,902 / 26,550 (94%)     | $1,818,120  |
| 30 octobre 2011   | Birmingham, ENG          | Royaume-Uni            | LG Arena                             | N/A             | —                         | —           |
| 31 octobre 2011   | Londres, ENG             | Royaume-Uni            | Wembley Arena                        | N/A             | —                         | —           |
| 3 novembre 2011   | Newcastle upon Tyne, ENG | Royaume-Uni            | Metro Radio Arena                    | N/A             | —                         | —           |
| 5 novembre 2011   | Sheffield, ENG           | Royaume-Uni            | Sheffield Motorpoint Arena           | N/A             | —                         | —           |
| 6 novembre 2011   | Manchester, ENG          | Royaume-Uni            | Manchester Evening News Arena        | N/A             | 12,653 / 13,644 (93%)     | $978,972    |
| 9 novembre 2011   | Lisbonne                 | Portugal               | Pavilhão Atlântico                   | N/A             | —                         | —           |
| Asie              |                          |                        |                                      |                 |                           |             |
| 11 novembre 2011  | Abou Dhabi               | Émirats arabes unis    | Yas Arena                            | N/A             | —[B]                      | —[B]        |
| Amérique du Sud   |                          |                        |                                      |                 |                           |             |
| 15 novembre 2011  | Rio de Janeiro           | Brésil                 | Praça da Apoteose                    | N/A             | 13,048 / 35,000 (37%)     | $1,493,260  |
| 18 novembre 2011  | São Paulo                | Brésil                 | Arena Anhembi                        | N/A             | 20,644 / 35,000 (59%)     | $2,224,890  |
| 20 novembre 2011  | La Plata                 | Argentine              | Estadio Ciudad de La Plata           | N/A             | 21,717 / 35,613 (61%)     | $2,535,020  |
| 22 novembre 2011  | Santiago du Chili        | Chili                  | Estadio Nacional de Chile            | N/A             | —                         | —           |
| 24 novembre 2011  | Lima                     | Pérou                  | Stade Monumental                     | N/A             | —                         | —           |
| 26 novembre 2011  | Bogota                   | Colombie               | Parque Metropolitano Simón Bolívar   | N/A             | —                         | —           |
| 28 novembre 2011  | Caracas                  | Venezuela              | Université Simón Bolívar             | N/A             | 8,474 / 8,474 (100%)      | $3,183,790  |
| Amérique Centrale |                          |                        |                                      |                 |                           |             |
| 1er décembre 2011 | Guadalajara              | Mexique                | Stade 3 de marzo                     | N/A             | —                         | —           |
| 3 décembre 2011   | Mexico                   | Mexique                | Foro Sol                             | N/A             | —                         | —           |
| 4 décembre 2011   | Mexico                   | Mexique                | Monumento a la Revolución            | N/A             | —[C]                      | —[C]        |
| 6 décembre 2011   | Monterrey                | Mexique                | Auditorio Banamex                    | N/A             | —                         | —           |
| 8 décembre 2011   | Saint-Domingue           | République dominicaine | Estadio Olímpico Félix Sánchez       | N/A             | —                         | —           |
| 10 décembre 2011  | San Juan                 | Porto Rico             | Coliseo José Miguel Agrelot          | N/A             | 10,634 / 11,637 (91 %)    | $1,263,710  |
| Total             | Total                    | Total                  | Total                                | Total           | 281,871 / 351,143 (80,3%) | $29,406,416 |

Notes
A Ce concert fait partie du festival : Summerfest (en).
B Ce concert fait partie du festival : Grand Prix automobile d'Abou Dabi 2011.
C Ce concert était gratuit pour les résidents de Mexico.